# قانون تابعیت لهستان
قانون تابعیت لهستان (انگلیسی: Polish nationality law) در وهله اول بر اصل خون متکی است. افرادی که هنگام تولد، دست کم یکی از والدین او لهستانی باشد، بدون در نظر گرفتن محلی که متولد شده‌است شهروند لهستان محسوب می‌گردد. اضافه بر مزیت‌های دیگر، فردی که شهروند لهستان محسوب گردد مستحق دریافت گذرنامه لهستان می‌گردد.
قانون تابعیت و شهروندی لهستان، در قانون شهروندی لهستان ۲۰۰۹ که در روز ۱۴ فوریه ۲۰۱۲ منتشر شد و در روز ۱۵ اوت ۲۰۱۲ به قانون تبدیل شد، تعیین گردیده‌است.